# 近鐵5820系電聯車
近鐵5820系電聯車（日语：／ Kintetsu 5820-kei densha）是近畿日本鐵道使用的通勤用一般型車輛 ，並分別在2000年及2002年投入至奈良線與大阪線上使用。5820系是以配備L/C Car的近鐵5800系電聯車為基礎，進行車體與駕駛系統改良的「21系列」新世代電聯車。
本型車的塗裝延續近鐵3220系電聯車的設計，車體上半部採用大地棕，下半部為水晶白，中間的條紋則使用向日葵黃做為區隔。車廂的側窗除了車頭外皆為固定式的玻璃，使整體外觀看上去較簡潔俐落。而本型車為因應近鐵與阪神電氣鐵道規劃在2009年實施直通運轉，而在2006年至2007年間加裝阪神專用的列車自動停車系統和列車分類裝置。